# Provincia di Ziro
La provincia di Ziro è una delle 45 province del Burkina Faso, situata nella Regione del Centro-Ovest. Il capoluogo è Sapouy.

## Struttura della provincia
La provincia di Ziro comprende 6 dipartimenti, di cui 1 città e 5 comuni:

### Città
- Sapouy

### Comuni
- Bakata
- Bougnounou
- Cassou
- Dalo
- Gao